# Ореховский, Леонид Васильевич
Леонид Васильевич Ореховский (1933 - ?) — бригадир электромонтёров электромонтажного поезда № 703 треста «Трансэлектромонтаж» Министерства транспортного строительства СССР, Герой Социалистического Труда (05.08.1961).
Родился 11 апреля 1933 года в деревне Зелёная Слобода Могилёвской области. Окончил семь классов школы. Работал в колхозе.
В армии служил радистом в артиллерийских войсках, командир отделения, сержант.
После увольнения в запас с 1955 по 1977 год работал электромонтажником на поезде ЭМП-703, переводил железнодорожные пути на электрическую тягу.
В 1960—1961 годах, во время работы на Западной Украине, добился максимальной производительности, за что был удостоен звания Героя Социалистического Труда.
С 1977 года жил в Куйбышеве (Самаре), работал в ТТУ монтёром контактной сети и мастером.
На пенсии с 1999 года.
Умер. Похоронен на Южном кладбище.
Жена — Ольга Гавриловна.